# توسعه‌دهندگان (مینی سریال)
توسعه‌دهندگان یک مینی‌سریال درام هیجان انگیز آمریکایی است که توسط الکس گارلند ساخته و پرداخته شده‌است. این سریال در تاریخ ۵ مارس ۲۰۲۰ توسط شبکه هولو پخش شد.

## داستان
شخصیت لیلی چان (با بازی سونویا میزونو) مرکزیت سریال توسعه دهندگان است، یک مهندس رایانه که در حال کار برای شرکتی در حوزه محاسبات کوانتومی به نام «آمایا» است، که توسط فارست (با بازی نیک آفرمن) اداره می‌شود. لیلی معتقد است که این شرکت مسئول ناپدید شدن دوست پسرش است.

## بازیگران و شخصیت‌ها

### بازیگران اصلی
- سونویا میزونو در نقش لیلی چان، یک مهندس کامپیوتر
- نیک آفرمن در نقش فارست، مدیرعامل آمایا
- جین ها در نقش جیمی، متخصص امنیت سایبری و دوست پسر سابق لیلی.
- زک گرینیر در نقش کنتون، رئیس امنیت آمایا
- استیون مَکینلی هندرسون در نقش استوارت، عضو تیم توسعه دهندگان
- کیلی اسپینی در نقش لیندون، عضو تیم Devs
- کارل گلاسمن در نقش سرگئی، دوست پسر و همکار لیلی
- آلیسون پیل در نقش کیتی

### بازیگران فرعی
- لینیا برتلسن در نقش جن، همکار لیلی و یک دوست خوب
- ایمی مالینز در نقش آنیا، همکار لیلی
- جنت ماک در نقش سناتور لاین
- آمایا میزونو-آندره در نقش آمایا

### بازیگران میهمان
- برایان دارسی جیمز در نقش آنتون
- دیوید تسه در نقش پدر لی‌لی
- لیز کار در نقش یک استاد دانشگاه

## تولید

### توسعه
در تاریخ ۱۳ مارس ۲۰۱۸، اعلام شد که شبکه FX دستور تولید قسمت آزمایشی این سریال را صادر کرده‌است. قسمت پایلوت توسط الکس گارلند نوشته شد و خودش نیز قرار شد این قسمت را کارگردانی و تهیه کند. در ۲۳ ژوئیه ۲۰۱۸، راب هاردی در مصاحبه ای عنوان کرد که به عنوان فیلمبردار این سریال خواهد بود.
در تاریخ ۳ اوت ۲۰۱۸، در جریان تورهای مطبوعاتی تابستانی انجمن منتقدان تلویزیون، اعلام شد که FX تصمیم گرفته‌است که فرایند ساخت آزمایشی را رد کند و در عوض بودجهٔ ساخت هشت قسمت را به تیم تولید اختصاص داد. تیم تولید را گارلند، اندرو مک دونالد، آلون ریچ، ایلای بوش و اسکات رودین تشکیل می‌دهند.
گارلند در کامیک‌کان نیویورک حضور داشت و استدلال خود را دربارهٔ ساخت این سریال توضیح داد: "من دربارهٔ علم بیشتر از هر چیز دیگری می‌خوانم، و این امر دو علت داشت. نخست این که ذهنم در بند این جبرگرایی بود که می‌گوید هر آنچه در جهان رخ می‌دهد مبتنی بر علت و معلول است. . . این قانون همه نوع پیامد برای ما دارد. یکی این است که اراده آزاد را از شما می‌گیرد، اما دیگری این است که اگر در علم کامپیوتر به اندازه کافی توانا باشید، می‌توانید از جبرگرایی برای پیش بینی آینده و درک گذشته استفاده کنید. " در نوامبر سال ۲۰۱۹ اعلام شد شبکه هولو جای اف ایکس، به عنوان بخشی از برنامهٔ "FX از Hulu" سریال را پخش خواهد کرد. در ۹ ژانویه سال ۲۰۲۰ اعلام شد که این سریال در ۵ مارس ۲۰۲۰ به نمایش درخواهد آمد.

### انتخاب تیم بازیگری
همراه با اعلام خبر ساخت سریال، تأیید شد که سونویا میزونو، نیک آفرمن، جین‌ها، زاچ گرنیر، استفن هندرسون، کیلی اسپینی و آلیسون پیل برای نقش‌های اصلی سریال انتخاب شده‌اند.

### فیلمبرداری
فیلمبرداری این سریال در اوت سال ۲۰۱۸ با صحنه‌هایی که در UC Santa Cruz فیلمبرداری شدند، آغاز شد.

## انتشار
اولین تیزر این سریال در تاریخ ۵ اکتبر ۲۰۱۹ منتشر شد. دو قسمت اول این سریال در ۵ مارس ۲۰۲۰ منتشر شد و بقیه در این هفته هفتگی در هولو با برچسب "FX از Hulu" برگزار شد. در هند، این سریال در تاریخ ۶ مارس ۲۰۲۰، در هات استار به نمایش درآمد.

## بازخورد
تاکنون در راتن تومیتوز، این سریال دارای نمره ۸۳٪ با میانگین امتیاز ۷٫۸۴ از ۱۰ بر اساس ۶۰ ریویو است. این سریال در وبسایت متاکریتیک، براساس ۲۹ بررسی، نمره ۷۲ از ۱۰۰ را دارد و نشان می‌دهد «به‌طور کلی نقدهای مطلوب» ی را دریافت کرده‌است.